# 山之日
山之日（日语：／ Yamanohi），是日本的國定假日，日期訂於8月11日，於2016年1月1日開始實施。

## 概述
山之日於2014年（平成26年）制定，於2016年成為日本的國定假日。《國民祝日相關法律》第二條中寫有有關山之日的敘述：「得到與山親近的機會，感謝山的恩惠」，但並未提及選在8月11日的緣由。《國民祝日相關法律一部改正法律》（国民の祝日に関する法律の一部を改正する法律）於2016年（平成28年）1月1日開始實施，因此同年8月11日將成為第一個「山之日」。這是日本在八月唯一的國民祝日。
因東京都主辦2020年夏季奧運會及帕運會，為避免開閉幕式前後參賽選手、工作人員及觀眾的移動，和與會各國政要的維安造成交通壅塞，影響一般民眾生活作息，日本參議院於2018年6月13日通過《東京奧運、帕奧特別措置法》，調整2020年當年的部份假日，其中山之日調整至奧運閉幕典禮後的8月10日（星期一）放假。但由於COVID-19疫情的影響，2020夏季奧運與帕運延後一年舉行，2020年已確定調整的假日由於已明定於《東京奧運、帕奧特別措置法》而不再調回。2020年5月29日，日本內閣會議通過《東京奧運、帕奧特別措置法》修正案，2021年的山之日調整到奧運閉幕式當天8月8日（星期日），並於8月9日（星期一）補假。

## 制定過程
受以日本山岳會為首的全國「山之日」協議會各加盟團體和已經制定「山之日」的各地方政府、一些山岳相關人士以及自然保護團體等提出的意見影響，跨黨派議員聯盟「山之日制定議員聯盟」於2013年4月成立。2013年6月30日，在山之日制定議員聯盟所召開的大會上，從6月上旬、海之日翌日、盂蘭盆節前、某個星期日等方案中選出能與盂蘭盆節合為一個連假，也就是8月12日作為“山之日”的方案 。但是，由於8月12日正好是日本航空123號班機空難發生的日期，而且飛機墜毀地點就在群馬縣的山上，因此來自群馬縣的眾議員小淵優子等人對「以墜機事故發生的日子來慶祝山之日」表示不滿。另外，由於群馬縣知事大澤正明也公開表明希望能更改日期，因此議員聯盟於11月22日的大會上作出最終決定：以8月11日作為山之日的日期。
2014年3月28日，自由民主黨、民主黨、日本維新會、公明黨、眾人之黨、連結黨、日本共產黨、生活黨、以及社會民主黨等9個政黨在眾議院第186屆國會上共同提出了《國民祝日相關法律》的修正案。同年4月25日，眾議院全體會議通過了九黨所提出的修正案，全案被送往參議院。同年5月23日，參議院全體會議通過了修正後的《國民祝日相關法律》，使全年的國定假日變成16天，從2016年起，8月11日正式成為「山之日」。

## 地方政府所制定的「山之日」
“山之日”成為國定假日以前，以下的各府、縣政府均以自治條例設置了“山之日”。由於漢字「八」字形類似山峰的形狀，而阿拉伯數字「11」字形像森林中的樹木，因此一些地方將8月8日或11月11日定為「山之日」，而8月11日也符合同樣的宗旨。另外，也有一些市町村設定了單獨的「山之日」，例如長野縣北安曇郡松川村從2011年起將5月第3個星期六定為「山之日」。
| 都道府縣 | 日期             | 名稱                 |
| -------- | ---------------- | -------------------- |
| 群馬縣   | 10月第一個星期一 | 群馬山之日           |
| 千葉縣   | 5月17日          | 里山之日             |
| 長野縣   | 7月第三個星期日  | 信州山之日           |
| 山梨縣   | 8月8日           | 山梨山之日           |
| 岐阜縣   | 8月8日           | 岐阜山之日           |
| 静岡縣   | 2月23日          | 富士山之日           |
| 大阪府   | 11月第二個星期六 | 大阪「山之日」       |
| 奈良縣   | 7月第三個星期一  | 奈良縣山之日、川之日 |
| 和歌山縣 | 11月7日          | 紀州·山之日          |
| 廣島縣   | 6月第一個星期日  | 廣島「山之日」       |
| 香川縣   | 11月11日         | 香川山之日           |
| 愛媛縣   | 11月11日         | 愛媛山之日           |
| 高知縣   | 11月11日         | 高知山之日           |